# Il magico mondo di Harold
Il magico mondo di Harold (Harold and the Purple Crayon) è un film del 2024 diretto da Carlos Saldanha, al suo debutto alla regia di un lungometraggio live-action, con la sceneggiatura di David Guion e Michael Handelman, basato sul libro per bambini scritto nel 1955 da Crockett Johnson, di cui intende proporre una specie di sequel. Combinando live-action e animazione, il film è interpretato da Zachary Levi, Lil Rel Howery, Jemaine Clement, Tanya Reynolds, Alfred Molina e Zooey Deschanel.

## Trama
Harold, un ragazzino che vive dentro un libro, può dare vita a qualsiasi cosa semplicemente disegnandola con l'aiuto di un magico pastello viola (inesauribile), come i suoi due amici Alce e Porcospino.

Harold cresce, e un bel giorno il narratore, che lui chiama "vecchio", scompare misteriosamente, dopo averlo cercato ovunque non lo trova. 
Harold decide di disegnare una porta nel mondo reale per andare a cercarlo (avendo saputo dal vecchio della sua esistenza). Alce lo segue, mentre Porcospino viene lasciata indietro per un breve periodo prima di riuscire a varcare la soglia della porta. Harold, scopre che il suo pastello funziona nel mondo reale e disegna una bicicletta a due posti che lui e Alce, ora umano, inforcano per cercare il vecchio, che Harold crede essere suo padre. Terri e suo figlio  Mel, un ragazzo fantasioso con un amico immaginario, investono accidentalmente Harold e Alce con l'auto. A seguito dell’incidente la gomma anteriore destra dell’auto di Terri rimane distrutta, ma Harold ne disegna una nuova mentre lei non sta guardando, fatto per il quale rimane sbalordita, mentre Mel osserva e convince la madre a far restare Harold e Alce per la notte in una stanza sopra il suo garage.
Quella notte, Mel invita segretamente Harold al piano di sotto e i due fanno amicizia. Harold spezza una parte del suo pastello e la regala a Mel, dopo aver mostrato il potere del pastello.

Il giorno dopo, Terri informa Harold e Alce che devono andarsene mentre Mel si reca a scuola. Quando i due se ne vanno, Mel si unisce a loro di nascosto per aiutarli a cercare il padre di Harold. I tre vanno in una biblioteca dove incontrano Gary Natwick, un bibliotecario che sta lottando per lanciare la sua idea su un romanzo fantasy, che non interessa a nessuno e ha una cotta segreta per Terri. I tre chiedono a Gary se può localizzare il padre di Harold su un computer, ma non trovano risultati perché le loro informazioni su di lui sono troppo vaghe. Vista l’impossibilità di andare dal vecchio, Gary suggerisce ad Harold di fare in modo che sia il vecchio ad andare da lui. Così Harold disegna un aereo ed usa le scie di condensazione, rigorosamente viola, per visualizzare il numero di telefono di Terri nel cielo, chiedendo al vecchio di chiamare quel numero. Gary assiste alla magia e riconosce il libro da cui proviene. 
Terri riceve diverse chiamate sul lavoro da sconosciuti. Una di queste però proviene dalla scuola: Mel è stato coinvolto in un episodio di bullismo e deve essere accompagnato a casa immediatamente. Harold e Alce trovano Terri al discount dove lavora; quest'ultima incarica il duo di sostituirla nelle sue mansioni, che consistono nello spostare scatole nel ripostiglio. I due si annoiano presto ed entrano nell'area commerciale per aiutare la clientela in altri modi. Creano caos, che si traduce nel licenziamento di Terri, anche se lei se ne riprende presto perché odiava quel lavoro.
Il gruppo entra nella piazza del parco, dove Harold disegna un pianoforte per Terri, che è un'aspirante pianista, facendola esibire splendidamente.

In seguito, Gary incontra Harold e Alce e mostra loro il libro da cui provengono. Harold vede il nome dell'autore sulla copertina e si rende conto che il vecchio che stava cercando si chiama Crockett Johnson. Poco dopo, Harold e Alce si riuniscono con Porcospino, che nel mondo reale assume l’aspetto di una ragazza dai capelli viola. I tre vengono catturati e arrestati da due poliziotti, perché in precedenza Porcospino si era introdotta in una casa e aveva rubato una giacca di pelle. Riescono a scappare grazie a una palla gigante che Harold disegna per demolire il muro della prigione.

Mel a scuola perseguitato dai bulli, li mette in fuga disegnando con la metà del pastello la sua creatura immaginaria Carl, un ibrido drago che può volare, sputare fuoco e rendersi invisibile. Il bambino poi si riunisce al gruppo di Harold e Porcospino li porta su una motocicletta disegnata a casa di Johnson, dove scoprono che è morto e la casa è diventata un museo (facendo intendere che il tempo tra il mondo reale e quello fantastico, scorre in maniera diversa). Terri recupera il figlio e lascia i tre da soli, stanca delle loro stranezze. Harold è sconvolto e tutto ciò che ha disegnato inizia a svanire, inclusi Alce e Porcospino.

Rimasto solo, Harold incontra Gary, e si lascia convincere a dargli il pastello che però usa per imprigionarlo nel suo ufficio e travestirsi da guerriero del suo romanzo fantasy. Mel rintraccia l’amico (avendolo visto col bibliotecario e non fidandosi di lui) e viene imprigionato anche lui, ma si libera con Harold usando il pezzo di pastello ancora in suo possesso, ripristinando la sua felicità e tutto ciò che ha disegnato, inclusi Alce e Porcospino.

Raggiungono Gary al parco, dove sta usando il pastello per creare il suo mondo fantasy. Harold e Gary combattono per ottenere l'intero pastello, a colpi di disegni, ma Gary ingoia per sbaglio il suo pezzo e ne assorbe il potere, usando le sue mani per trasformare l'erba in lava fusa, Harold perde il suo pezzo.  
Mel chiama Carl per aiutarli a far sputare a Gary la sua metà, ma non ci riesce, grazie all' arrivo di Alce e Porcospino, Harold ritrova la sua metà disegna allora un ragno-moscone. Lanciato contro Gary, viene da esso ingerito, poi Alce - ritornato temporaneamente animale -  sperona Gary e il ragno-moscone torna fuori con il pastello che Gary aveva ingoiato.

Tutto torna alla normalità e Harold disegna a Gary una porta sul mondo del suo romanzo, in modo che possa vivere la sua fantasia. Gary entra e subito dopo la porta viene bruciata da Carl.

Finalmente Harold e i suoi amici visitano il museo dedicato alle opere di Johnson. Harold scopre il motivo per cui è stato creato in una nota lasciatagli da Johnson dentro una busta, con il seguente scritto.

«Caro Harold, un giorno potresti voler sapere perché ti ho creato. All’inizio eri solo un bambino con un pastello viola e un foglio bianco. Volevo dimostrare alle persone che con un po’ di immaginazione possiamo fare delle nostre vite qualunque cosa vogliamo, e tu avresti dovuto ispirarle a cercare di raggiungere quest’obiettivo. Il nostro tempo su questo mondo è limitato, ma lasciamo un’impronta sulle vite che cambiamo. E io so che tu Harold continuerai a ispirare il nostro mondo, una persona alla volta. Perché la vita non è qualcosa che capita, è qualcosa che crei. Il trucco sta nell’avere immaginazione, Ci vediamo presto.»

A conclusione di questa strana avventura nel mondo reale, i tre tornano nel loro mondo di fantasia, dopo che Harold disegna una porta in una stanza del museo con scritto Casa e Mel lancia ad Harold un pacchetto di pastelli, multicolori stavolta, prima di dirsi addio, con cui sbizzarrirsi nel suo mondo. Terri decide di riprendere a suonare, mentre Mel può finalmente giocare col suo amico immaginario

Dopo i titoli di coda, si vede Gary nel suo mondo di fantasy, dove non sembra passarsela troppo bene neanche là.

## Personaggi ed interpreti
- Zachary Levi interpreta Harold, l’uomo che ha un pastello viola con cui dar vita a tutto ciò che disegna
- Lil Rel Howery riveste il ruolo di Alce, uno degli amici di Harold che diventa umano nel mondo reale, tranne ritornare alce nei momenti di panico
- Benjamin Bottani è Mel, un ragazzo che fa amicizia con Harold
- Zooey Deschanel interpreta Terri, la madre di Mel, inizialmente scettica nei confronti dell'immaginazione di Harold
- Jemaine Clement interpreta Gary, il bibliotecario che riesce ad impossessarsi di un pezzo di pastello di Harold per dare vita al suo romanzo fantasy incompreso
- Tanya Reynolds riveste il ruolo di Porcospino, uno degli amici di Harold che diventa ragazza nel mondo reale
- Alfred Molina è la voce narrante, ovvero  Crockett Johnson, il  creatore di Harold, che Harold e i suoi amici chiamano "il vecchio"
- Ravi Patel, nel ruolo di Prasad, è il direttore di un Ollie, la catena di discount dove lavora Terri
- Camille Guaty è la detective junior Silva
- Pete Gardner è il detective Love

## Colonna sonora
Nel febbraio 2023 viene fatto il nome di Batu Sener, che in precedenza aveva collaborato col compositore John Powell, a sua volta collaboratore di  Carlos Saldanha, per comporre la colonna sonora del film.
La colonna sonora completa è stata pubblicata il 2 agosto 2024, insieme a un singolo originale intitolato Colors, eseguito da Boots Ottestad e Jordy Searcy, che viene riprodotto durante i titoli di coda del film.

## Produzione
Prodotto da John Davis tramite Davis Entertainment in associazione con TSG Entertainment, il film è stato presentato in anteprima al Culver City di Los Angeles il 21 luglio 2024 ed è stato distribuito negli Stati Uniti dalla Columbia Pictures tramite Sony Pictures Releasing il 2 agosto.
Lo sviluppo del film inizia nel 1992, quando John B. Carls fonda la società di produzione di film per famiglie, Wild Things Productions, con Maurice Sendak, scrittore e illustratore, e acquisiscono i diritti di vari libri per bambini, fra cui Nel paese dei mostri selvaggi e, appunto, Harold e la matita viola, il cui autore, Crockett Johnson, fu un mentore di Sendak.
Nel corso degli anni il film ha subito diverse interruzioni e cambi di produzione.

## Distribuzione
Originariamente previsto per il 27 gennaio 2023 e poi per il 30 giugno, il film è uscito nelle sale statunitensi il 2 agosto 2024, dopo una première tenutasi il 21 luglio a Culver City, enclave nel comune di Los Angeles. 
In Italia è uscito il 12 settembre 2024.

## Accoglienza

### Incassi
A fronte di un budget di 40 milioni di dollari, il film si è rivelato un flop al botteghino, incassando 17640924 $ in Nordamerica e 13107855 $ nel 
resto del mondo per un totale di 30748779 $.

### Critica
Il film non ha incontrato il favore della critica: sul sito di recensioni Rotten Tomatoes 72 critici esprimono un gradimento del 26%, con un voto medio di 4.3/10. Il giudizio complessivo del sito recita: "Un trattamento di alto concetto in cui si disperde la sacrosanta semplicità del suo materiale di partenza: è un omaggio all'immaginazione che si accontenta di colorare solo all'interno delle linee".
Su Metacritic il voto medio di 23 critici è di 34 su 100, indicando recensioni "generalmente sfavorevoli".